# مارگریتا زالافی
مارگریتا زالافی (ایتالیایی: Margherita Zalaffi؛ زادهٔ ۷ آوریل ۱۹۶۶) شمشیرباز اهل ایتالیا است.
وی در مسابقات کشوری و بین‌المللی در مجموع برندهٔ ۱ مدال طلا، ۲ مدال نقره شده‌است.